# Moriusaq
Moriusaq (Moriussaĸ avant 1973) est un ancien village groenlandais situé dans la municipalité d'Avannaata, dans le nord-ouest du Groenland. Il comptait 21 habitants en 2005, qui pour la plupart vivent désormais à Qaanaaq.

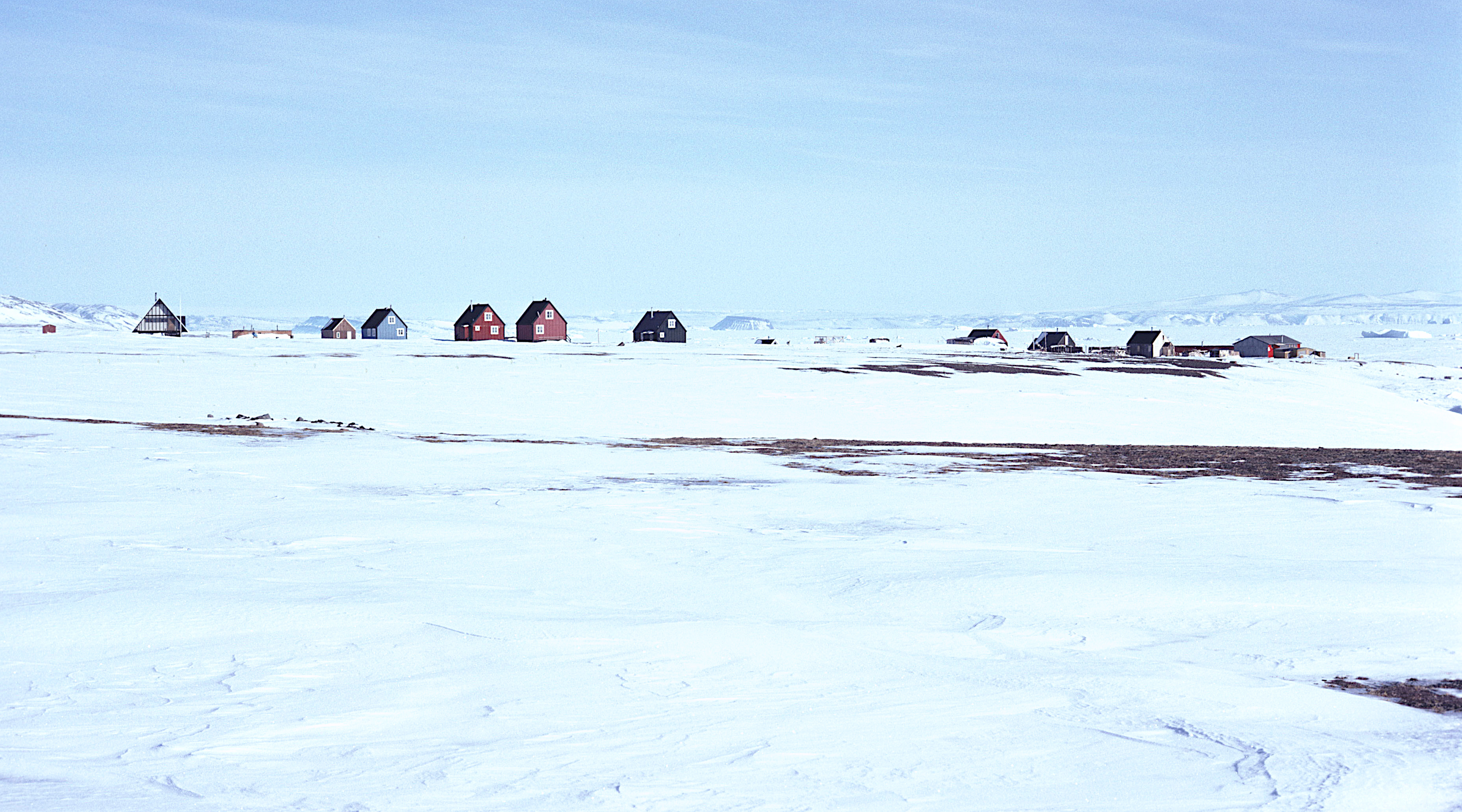
Vue de Moriusaq en mai 1979.